# 14 akustiske sanger
14 akustiske sanger är ett musikalbum från 2008 med Mikael Wiehe & Åge Alexandersen.

## Låtlista
1. Titanic (Andraklasspassagerarens sista sång)
2. Alkymisten (Å. Aleksandersen)
3. Linedans (Å. Aleksandersen)
4. Livet
5. Var inte rädd mitt barn
6. Skin sola (Å. Aleksandersen)
7. Tango
8. Du är den enda
9. Dains me dæ (Å. Aleksandersen)
10. Ni som tjänar på krig (Text & musik: Bob Dylan, Masters of War. Sv. Text: Mikael Wiehe)
11. Tornekrans (Å. Aleksandersen)
12. Mitt hjärtas fågel
13. Bak slør (Å. Aleksandersen)
14. Lys og varme (Å. Aleksandersen)

## Listplaceringar
| Lista (2008-2009) | Topplacering |
| ----------------- | ------------ |
| Norge             | 6            |

### Fotnoter
1. ↑  ”Hitparad”. http://norwegiancharts.com/showitem.asp?interpret=%C5ge+Aleksandersen+%26+Mikael+Wiehe&titel=To+stemmer+%2D+14+akustiske+sanger&cat=a. Läst 13 december 2011.